# Acytolepis dammae
Acytolepis dammae är en fjärilsart som beskrevs av Francis Arthur Heron 1894. Acytolepis dammae ingår i släktet Acytolepis och familjen juvelvingar. Inga underarter finns listade i Catalogue of Life.